# Rener Gracie

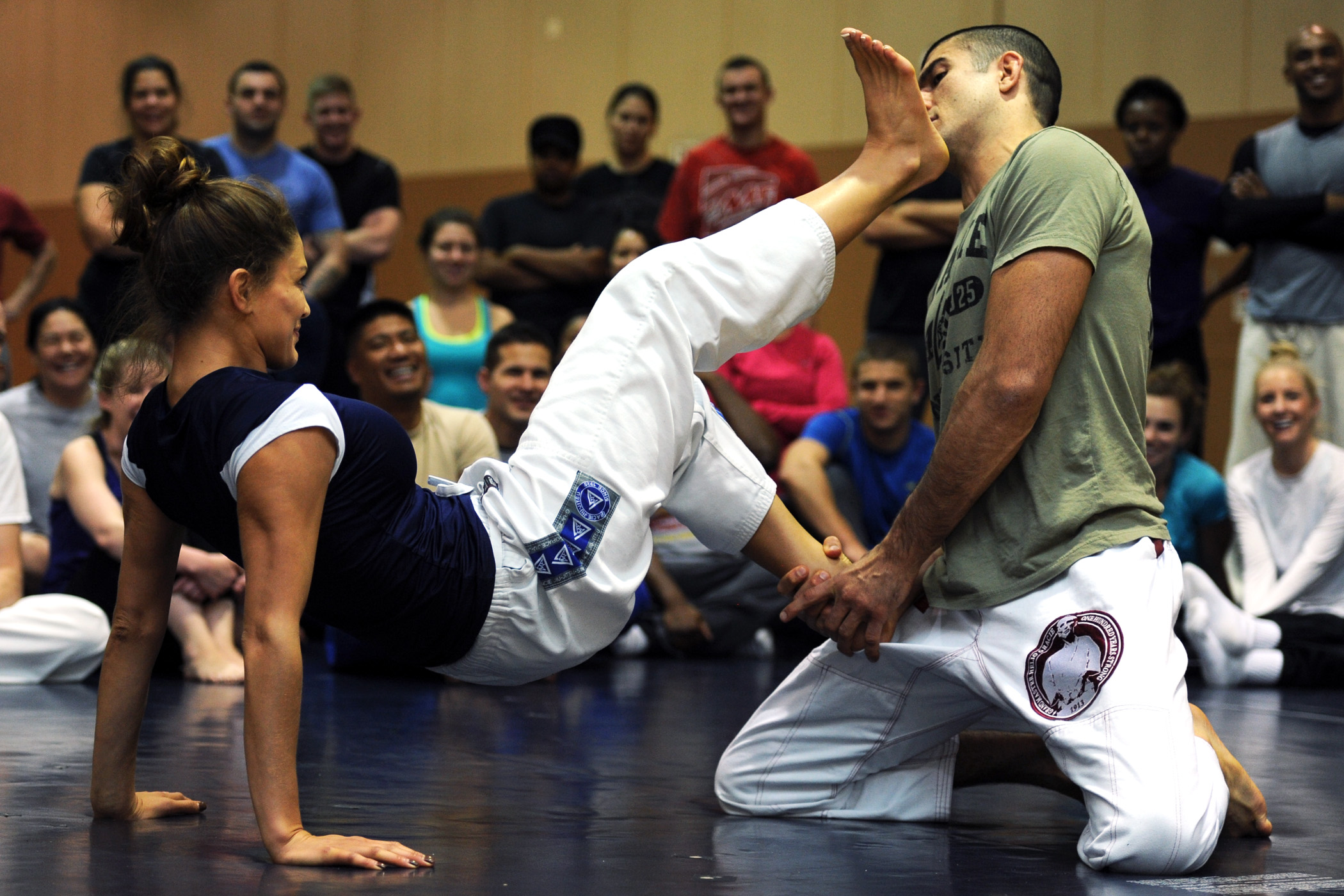
Rener Gracie zusammen mit seiner Frau Eve Torres-Gracie

Rener Gracie (ausgesprochen "Henɛr") (* 10. November 1983 in Torrance, Kalifornien) ist ein US-amerikanischer brasilianischer Kampfsportler, Chefausbilder an der Gracie University (ehemals Gracie Jiu-Jitsu Academy) und Mitbegründer des Online-Lehrplans der "Gracie University", welche online Brazilian Jiu-Jitsu-Kurse anbietet.  Als Mitglied der Familie Gracie ist er der Enkel von Großmeister Helio Gracie und der zweitälteste Sohn von Großmeister Rorion Gracie, der zu den ersten Familienmitgliedern gehörte, welche Gracie Jiu Jitsu zusammen mit Carley Gracie in die USA brachten und Carlson Gracie. Rener ist der Ehemann der Schauspielerin, Model und ehemaligen Pro-Wrestlerin Eve Torres.
Rener hat über 25 Jahre an der Gracie Academy bei Rorion und Helio Gracie trainiert. Rener und sein Bruder Ryron Gracie gründeten die Gracie University, ein Online-Kampfkunst-Lernzentrum, und entwickelten Fernlehrgänge für ihre eigenen Kurse.
Er ist außerdem Gründer und CEO von Quikflip Apparel, einem Bekleidungsunternehmen, das sich auf Kleidungsstücke spezialisiert hat, die sich in Rucksäcke verwandeln lassen. Quikflip wurde in der Sendung Shark Tank des amerikanischen Fernsehsenders ABC vorgestellt und vom Time Magazine als eine der "besten Erfindungen des Jahres 2019" aufgeführt.

## Frühes Leben und Ausbildung
Rener wurde am 10. November 1983 als Sohn von Rorion und Suzanne Gracie geboren. Er hat einen älteren Bruder, Ryron Gracie, und zwei jüngere Brüder, Ralek Gracie und Reylan, sowie eine jüngere Schwester, Segina. Er hat auch zwei Halbschwestern, Rose und Riane Gracie, aus der ersten Ehe seines Vaters und drei Halbbrüder, Roran, Renon und Ricon, aus der dritten Ehe seines Vaters.
Rener erhielt seinen schwarzen Gürtel im Jahr 2002 von Großmeister Helio Gracie. Er nahm 2003 an der Panamerikanischen Jiu-Jitsu-Meisterschaft teil und belegte den 3. Platz.
Später in diesem Jahr nahm Rener am ersten Pro-Am Invitational in Südkalifornien teil, einem 16-Mann-Einzelausscheidungsturnier ohne zeitliche Begrenzung. Rener war der einzige von 16 Konkurrenten, der einen GI trug. Er dominierte bei allen vier Kämpfen. Seine Gegner waren Jon Stevenson (UFC-Kämpfer), Cassio Werneck (BJJ-Weltmeister), Jason "Mayhem" Miller (UFC-Kämpfer) und Tyrone Glover.
Im Jahr 2004 zog sich Rener aus dem punktbasierten Sport-Jiu-Jitsu-Wettbewerb zurück, um sich auf den Aspekt der Selbstverteidigung auf der Straße des Jiu-Jitsu zu konzentrieren.

## Gracie University
Rener ist bekannt für seine Fähigkeiten als Gracie Jiu-Jitsu-Lehrer und seine Rolle bei der Popularisierung von Jiu-Jitsu mithilfe von Online-Schulungen.
Mit 13 Jahren begann er, Gracie Jiu-Jitsu zu unterrichten, und sechs Jahre später übernahm er zusammen mit seinem Bruder Ryron die Aufgabe eines Schulleiters an der Gracie Jiu-Jitsu-Akademie.
Er und sein Bruder beaufsichtigten alle Aspekte der Ausbildung und Programmentwicklung in einem Unternehmen, das aus Schulungen für Anwohner am Hauptsitz in Torrance, Kalifornien, sowie einem zusätzlichen Standort in Beverly Hills, Kalifornien, bestand, der am 4. Juni 2012 seine Türen öffnete.
Sie verfügen außerdem über ein globales Netzwerk zertifizierter Gracie Jiu-Jitsu-Schulungszentren, Erweiterungstrainings über die webbasierte Gracie University und DVDs sowie Schulungen für Strafverfolgungs- und Militärpersonal vor Ort. Die Brüder haben bereits bestehende Programme der Gracie Academy, die von ihrem Vater entwickelt wurden, komplett überarbeitet und mehrere neue Programme erstellt, um den Export ihres Unterrichts durch Fernunterricht und Kadertraining zu erleichtern.
2017 zogen sie in eine größere Einrichtung in Torrance, um der weltweiten Expansion von Gracie Jiu-Jitsu Rechnung zu tragen, und wurden in „Gracie University“ umbenannt, um den Wechsel von einer einzelnen Akademie zu einer globalen Organisation widerzuspiegeln.

## Gracie Breakdown
Die Brüder nutzen YouTube, um Gracie Jiu-Jitsu durch Formate wie „The Gracie Way“ und „The Gracie Breakdown“ bekannt zu machen. Es handelt sich dabei um Kommentare zu gemischten Kampfkünsten und realen Selbstverteidigungssituationen, in denen die Brüder die Techniken erläutern, die Strategien, welche angewendet werden beleuchten, oder erklären, was hätte besser gemacht werden können. Die Videoanalyse von Ryron und Rener zu einem Match zwischen Fabrício Werdum und Fedor Emelianenko war eines der meistgesehenen Videos von YouTube am 28. Juni 2010 mit über 100.000 Views in 24 Stunden. Gracie-Breakdowns sind jetzt in den USA in der wöchentlichen UFC - Show 'UFC Ultimate Insider' zu sehen.

## Bekleidungsmarke "Quikflip"
Rener Gracie ist der Gründer von Quikflip Apparel. Das Time Magazine wählte Quikflip als eine der "besten Erfindungen des Jahres 2019".

## Privatleben
Rener heiratete am 13. April 2014 seine langjährige Partnerin Eve Torres in Santa Barbara, Kalifornien. Torres hält den lila Gürtel in Gracie Jiu-Jitsu und arbeitet derzeit als Sprecherin und Schulleiterin für das Gracie Women Empowered Self-Defense-Programm. Sie leben mit ihrem Hund Tioki (ausgesprochen "cho-kee") in Torrance, Kalifornien. Ihr erster Sohn, Raeven Gracie, wurde am 28. September 2015 geboren. Ihr zweiter Sohn, Renson Gracie, wurde am 28. August 2018 geboren.